# Heinrich I. (Frankreich)
Heinrich I. (* 1008 vor dem 17. Mai; † 4. August 1060 in Vitry-aux-Loges bei Orléans) war von 1031 bis 1060 König von Frankreich aus der Dynastie der Kapetinger.

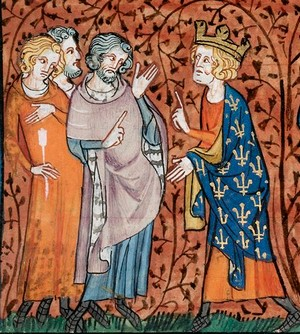
Heinrich I. trifft sich mit dem Herzog der Normannen, Robert dem Prächtigen. Darstellung aus den Chroniques de Saint-Denis, 14. Jahrhundert.

Heinrich gehört zu den am wenigsten bekannten mittelalterlichen Königen Frankreichs, wofür das Fehlen einer ihm gewidmeten Biographie mitverantwortlich sein dürfte. Unter seiner Herrschaft nahm der Zerfall der königlichen Autorität gegenüber dem erstarkenden Lehnsadel zu, gegen den er lange Zeit anzukämpfen versuchte. Dies schlug sich unter anderem in seinem zu Lebzeiten beigegebenen, heute aber kaum bekannten, Beinamen Municeps nieder, der so viel wie „Unterwerfer“ bedeutet. Der Mönch Andreas von Fleury, der diesen Beinamen in den Miracula Sancti Benedicti festgehalten hatte, erklärte ihn wegen des ständigen Eroberns (sprich Unterwerfens) von Burgen, mit dem Heinrich zeit seines Lebens beschäftigt war.

## Leben
Heinrich war der zweite Sohn des westfränkischen, d. h. französischen Königs Roberts II. des Frommen und dessen dritter Frau Konstanze von der Provence. Sein älterer Bruder Hugo Magnus wurde 1017 zum (Mit)König gekrönt und damit zum designierten Nachfolger in der Alleinherrschaft bestimmt. Nachdem der Vater bereits bis 1016 das burgundische Dukat seiner Herrschaft unterworfen hatte, wurde Heinrich in einer Kompromisslösung mit dem auf Autonomie bestehenden burgundischen Adel zu dessen Herzog eingesetzt. Als Hugo Magnus bereits 1025 gestorben war, wurde Heinrich vom Vater als nun ältester Sohn zum Nachfolger bestimmt, was durch seine am 14. Mai 1027 in Reims erfolgte Krönung bekräftigt wurde.

### Nachfolgekampf
Die Nachfolgeregelung Roberts II. fand innerhalb der königlichen Familie keine ungeteilte Zustimmung. Königin Konstanze favorisierte den dritten Sohn, Robert, als Nachfolger auf dem Thron und konspirierte folglich gegen Heinrich. Als König Robert II. 1031 starb, entbrannte der Kampf um den Thron, durch den die Autorität der Krone schweren Schaden erlitt, denn die mächtigen Vasallen des Reiches wussten dies zur eigenen Machterweiterung zu nutzen. Die Partei Konstanzes und Roberts erhielt die Unterstützung des Grafen Odo II. von Blois, der bereits unter der Herrschaft Roberts II. gegen die Krone aufgetreten war und mit dem Erwerb der Champagne das Königtum geographisch in der sogenannten Île-de-France in seine Schranken gewiesen hatte. Gegen ihn konnte Heinrich aber mit dem Grafen Fulko III. Nerra von Anjou und dem Normannenherzog Robert dem Prächtigen zwei mächtige Anhänger für sich gewinnen. Die Situation kulminierte im Kampf um den Sitz des französischen Kirchenprimas in Sens, der von Graf Odo gehalten, aber ab 1032 von Heinrich belagert wurde. Dieser konnte die Koalition seiner Gegner im selben Jahr schwächen, indem er seinen Bruder Robert zur Aufgabe seiner Thronansprüche bewog und ihn mit dem Herzogtum Burgund entschädigte.
Die endgültige Entscheidung wurde aber indirekt durch den Tod von König Rudolf III. von Burgund im Jahr 1033 herbeigeführt. Graf Odo II. von Blois hoffte diesem als König im Königreich Burgund (regnum Aerelatense) nachfolgen zu können, stieß dort aber in die Interessensphären des römisch-deutschen Kaisers Konrad II. hinein, der selbst das burgundische Regnum seinem Reich hinzuzufügen beabsichtigte, nämlich aufgrund einer Erbverfügung die der verstorbene König einst mit seinem Amtsvorgänger Kaiser Heinrich II. getroffen hatte. Im Mai 1033 kamen Heinrich und Kaiser Konrad II. im lothringischen Deville zusammen und vereinbarten ein gemeinsames Vorgehen gegen Odo. Der Kaiser fiel darauf in die Champagne ein, was Odo schließlich 1034 zu einem Ausgleich mit Heinrich nötigte, indem er seinen endgültigen Verzicht auf die Herrschaft in Sens einräumen wie auch seine Unterstützung für die Königinmutter Konstanze aufgeben musste.
Heinrich hatte sich damit auf dem Thron behaupten können; gegenüber den großen Lehnsfürsten blieb er allerdings nur in einer Position als „Erster unter Gleichen“ verhaftet. Dem mit ihm verbündeten Normannenherzog musste er das südliche Vexin (normannisches Vexin) als Aufwandsentschädigung überlassen, woraus später ein generationenlanger Streitfall zwischen der Krone und den Normannen erwachsen sollte. Von dem Tod Odos II. im Jahr 1037 konnte er nicht profitieren, da dessen Söhne ungehindert in dessen Ländereien nachfolgen konnten.

### Wilhelm der Bastard
Im Jahr 1035 war Herzog Robert der Prächtige von der Normandie gestorben und gemäß seinem Willen folgte ihm sein noch unmündiger Bastardsohn Wilhelm (der spätere „Eroberer“) nach. Für Heinrich eröffnete sich nun die Chance zu einer Stärkung der königlichen Position innerhalb der Normandie, da er nun als Schutzpatron des jungen Wilhelm und als Verteidiger dessen Rechte gegenüber seinen Konkurrenten auftreten konnte. Tatsächlich versank die Normandie in den kommenden Jahren in Anarchie und die Schutzbefohlenen des jungen Herzogs fielen nacheinander den blutigen Machtkämpfen zum Opfer. Im Jahr 1047 entschloss sich Heinrich, die Lage persönlich zu regeln, indem er mit einem Heer in die Normandie zog, in der Schlacht von Val-ès-Dunes die Rebellen vernichtend schlug und Wilhelm somit das Herzogtum sicherte. Mit ihm als loyalem Verbündeten wandte sich Heinrich nun gegen den zu mächtig gewordenen Grafen Gottfried II. Martel von Anjou, der sich allerdings als militärisch starker Gegner erwies und bis zum Jahr 1052 über das Maine hinaus bis in die Normandie hinein expandieren konnte.
Das Jahr 1052 wurde zum Wendejahr im Verhältnis zwischen Heinrich und Herzog Wilhelm, als dieser eine Tochter des mächtigen Grafen Balduin V. von Flandern mit Heinrichs Schwester Adela heiratete. Diese Absicht hatte Wilhelm schon einige Jahre lang verfolgt, dabei aber auf dem zweiten Konzil von Reims (1049) von Papst Leo IX. persönlich ein Verbot zu dieser Verbindung erhalten. Der Bruch dieses Gebots kam faktisch auch einer Emanzipation von den Interessen Heinrichs gleich, denn diesem war aus machtpolitischen Motiven heraus an einem guten Einvernehmen mit seinem Klerus und dem Papst gelegen, zumal letzterer ein Vertrauensmann Kaiser Heinrichs III. war, mit dem wiederum Heinrich durch seine Ehe verwandtschaftlich verbunden war. Außerdem ließ die Verbindung zwischen Normandie und Flandern im Norden Frankreichs einen Machtblock entstehen, gegenüber dem das Königtum in der Île-de-France unterlegen war.
Heinrich reagierte auf Wilhelms eigenmächtiges Handeln mit einer Versöhnung mit Graf Gottfried II. von Anjou und vereinbarte ein militärisches Vorgehen gegen Wilhelm, um diesen wieder unter seine Botmäßigkeit zu zwingen. In der Schlacht von Mortemer 1054 erlitten sie jedoch überraschend eine empfindliche Niederlage gegen Wilhelm und die 1057 folgende Niederlage in der Schlacht von Varaville besiegelte das Ende der königlichen Autorität in der Normandie. Heinrich war danach außerstande, noch etwas gegen Wilhelm zu unternehmen, vor allem nachdem 1060 mit Graf Gottfried II. von Anjou sein einziger nennenswerter Verbündeter gestorben war und dessen Erben sich gegenseitig bekämpften.

### Letzte Jahre

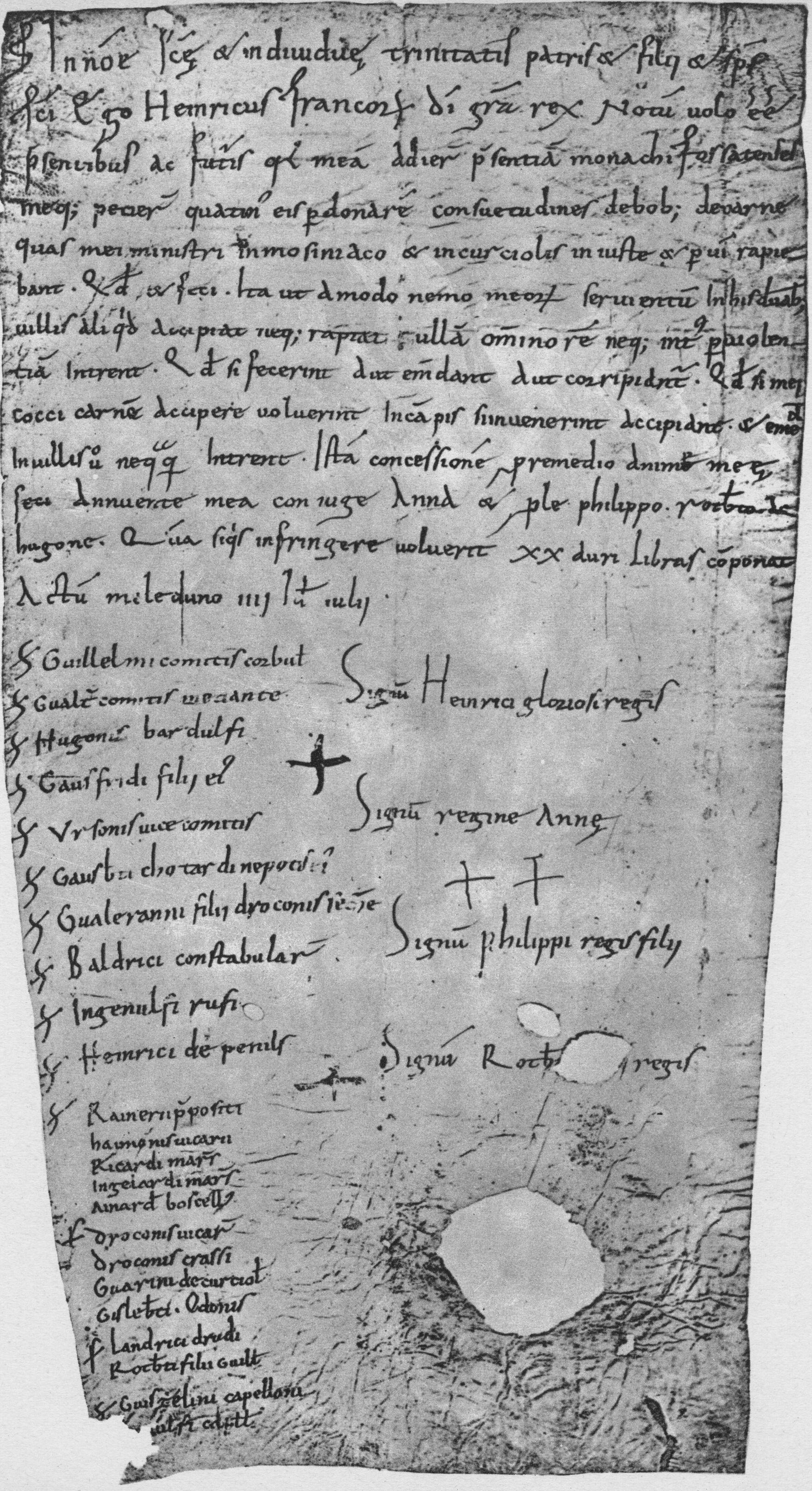
Urkunde Heinrichs I. vom 12. Juli 1058 (?) für das Kloster Saint-Maur-des-Fossés. Paris, Archives Nationales, Nr. 101

Die letzten zehn Jahre seines Lebens verfiel Heinrich in eine weitgehende Tatenlosigkeit in der sich der Machtverfall des Königtums gegenüber den Fürsten des Königreichs manifestierte, gegen welche die Krone faktisch handlungsunfähig war. Selbst innerhalb der Île-de-France, die den unmittelbaren Machtbereich des Königs (Krondomäne) darstellte, traten die lokalen Burgherren zunehmend eigenständig auf und führten blutige Fehden untereinander, ein Zustand, der noch für Heinrichs Enkel, König Ludwig VI. den Dicken, bestimmend in seiner Herrschaft war. Den überhandnehmenden Fehden unter dem Feudal- und Burgadel stand Heinrich teilnahmslos gegenüber. In erster Linie ging dagegen, wenn auch nur begrenzt erfolgreich, die Geistlichkeit des Landes vor durch erste Proklamationen des Gottesfriedens (französisch: Paix de Dieu) und später dann der Waffenruhe Gottes (französisch: Trêve de Dieu).
Auch die Beziehungen zum ostfränkischem Reich hatten sich zunehmend verschlechtert, als Heinrich nach dem Tod seiner ersten Frau eine Tochter des Großfürsten von Kiew geheiratet hatte und damit in ein Bündnisnetz antikaiserlicher Mächte eintrat. Die Verhältnisse wurden weiter getrübt als 1052 die Mönche des Klosters Sankt-Emmeram zu Regensburg die Behauptung aufstellten, die Gebeine des Märtyrers und Heiligen Dionysius würden sich in ihrem Besitz befinden. Angeblich habe einst König Arnulf die Gebeine nach einem Feldzug in die westliche Francia als Beutegut nach Regensburg transferieren lassen. Nachdem Kaiser Heinrich III. diesen Behauptungen sein Gehör geschenkt hatte und damit eine Patronage des östlichen Regnums auf den ersten Heiligen des westlichen Regnums reklamierte, fühlten sich Heinrich und die Mönche von Saint-Denis zu einer Herausforderung provoziert. Denn schließlich lagen an der Seite des Dionysius schon fränkische Könige aus den Dynastien der Merowinger, Karolinger und jüngst auch Kapetinger bestattet. Für die westliche Francia kam dies einem Angriff auf ihr Prestige und für die Abtei selbst eine existenzielle Beschädigung ihres Ansehens gleich. Um die Falschheit dieser Behauptung zu beweisen, ließ Heinrich das Grab des Dionysius öffnen um sich dem Verbleib seiner Gebeine darin zu vergewissern. Anschließend reiste er gar persönlich nach Regensburg, um mit den Mönchen und dem Kaiser diesen Streit zu regeln. Der ebenfalls dort anwesende Papst Leo IX. wusste schließlich die Situation für alle Parteien annehmbar zu lösen, indem er die zwei ehemaligen Regensburger Bischöfe Erhard und Wolfgang heiligsprach und so die Mönche von Sankt-Emmeram zur Aufgabe ihrer Ansprüche auf die Gebeine des Dionysius bewog. 

Das Grab Heinrichs I. in Saint-Denis

Die Beziehungen zu Kaiser Heinrich III. blieben allerdings weiter getrübt. Bei einem 1056 in Ivois einberaumten Treffen kam es zu einem Eklat, nachdem Heinrich dem Kaiser Vertragsbruch vorgeworfen hatte. Vermutlich hatten sich die Verstimmungen zwischen König und Kaiser an der wenige Jahre zuvor erfolgten Lehnsnahme des Grafen Theobald I. von Champagne gegenüber dem Kaiser entzündet, obwohl er ein Vasall des westfränkischen Reichs war. Das Treffen in Ivois endete zwischen Ost- und Westherrscher im Streit, angeblich habe der Kaiser sogar einen Zweikampf mit Heinrich austragen wollen, dem er sich durch Flucht entzogen habe. Das weitere Auseinanderdriften der beiden fränkischen Reichsteile wurde damit zusätzlich befördert. 
Erfolgreich konnte Heinrich allerdings seine Nachfolge regeln, indem er die Zustimmung der Großen und besonders des Klerus zur Krönung seines Sohnes Philipp I. zum (Mit)König im Jahr 1059 erhielt. Bei seinem Tod 1060 war sein Sohn allerdings noch unmündig, weshalb seine Witwe Anna von Kiew formell die Regentschaft übernahm.

## Familiäres

### Vorfahren
| Hugo der Große (895–956) | Hugo der Große (895–956) | Hugo der Große (895–956) | Hugo der Große (895–956) | Hugo der Große (895–956) | Hugo der Große (895–956) |                      |                      | Hadwig von Sachsen (?–959) | Hadwig von Sachsen (?–959) | Hadwig von Sachsen (?–959) | Hadwig von Sachsen (?–959) | Hadwig von Sachsen (?–959)       | Hadwig von Sachsen (?–959)       |                                  |                                  | Wilhelm III. von Aquitanien (?–963) | Wilhelm III. von Aquitanien (?–963) | Wilhelm III. von Aquitanien (?–963) | Wilhelm III. von Aquitanien (?–963) | Wilhelm III. von Aquitanien (?–963) | Wilhelm III. von Aquitanien (?–963) |                                    |                                    | Gerloc-Adele (?–?)                 | Gerloc-Adele (?–?)                 | Gerloc-Adele (?–?) | Gerloc-Adele (?–?) | Gerloc-Adele (?–?)      | Gerloc-Adele (?–?) |  |  | Boso II. von Arles (?–965/67) | Boso II. von Arles (?–965/67) | Boso II. von Arles (?–965/67) | Boso II. von Arles (?–965/67) | Boso II. von Arles (?–965/67)       | Boso II. von Arles (?–965/67)       |                                     |                                     | Konstanze von Vienne (?–?)          | Konstanze von Vienne (?–?)          | Konstanze von Vienne (?–?) | Konstanze von Vienne (?–?) | Konstanze von Vienne (?–?)            | Konstanze von Vienne (?–?)            |                                       |                                       | Fulko II. von Anjou (?–958)           | Fulko II. von Anjou (?–958)           | Fulko II. von Anjou (?–958) | Fulko II. von Anjou (?–958) | Fulko II. von Anjou (?–958) | Fulko II. von Anjou (?–958) |                             |                             | Gerberge (?–?)              | Gerberge (?–?)              | Gerberge (?–?) | Gerberge (?–?) | Gerberge (?–?) | Gerberge (?–?) |
| Hugo der Große (895–956) | Hugo der Große (895–956) | Hugo der Große (895–956) | Hugo der Große (895–956) | Hugo der Große (895–956) | Hugo der Große (895–956) |                      |                      | Hadwig von Sachsen (?–959) | Hadwig von Sachsen (?–959) | Hadwig von Sachsen (?–959) | Hadwig von Sachsen (?–959) | Hadwig von Sachsen (?–959)       | Hadwig von Sachsen (?–959)       |                                  |                                  | Wilhelm III. von Aquitanien (?–963) | Wilhelm III. von Aquitanien (?–963) | Wilhelm III. von Aquitanien (?–963) | Wilhelm III. von Aquitanien (?–963) | Wilhelm III. von Aquitanien (?–963) | Wilhelm III. von Aquitanien (?–963) |                                    |                                    | Gerloc-Adele (?–?)                 | Gerloc-Adele (?–?)                 | Gerloc-Adele (?–?) | Gerloc-Adele (?–?) | Gerloc-Adele (?–?)      | Gerloc-Adele (?–?) |  |  | Boso II. von Arles (?–965/67) | Boso II. von Arles (?–965/67) | Boso II. von Arles (?–965/67) | Boso II. von Arles (?–965/67) | Boso II. von Arles (?–965/67)       | Boso II. von Arles (?–965/67)       |                                     |                                     | Konstanze von Vienne (?–?)          | Konstanze von Vienne (?–?)          | Konstanze von Vienne (?–?) | Konstanze von Vienne (?–?) | Konstanze von Vienne (?–?)            | Konstanze von Vienne (?–?)            |                                       |                                       | Fulko II. von Anjou (?–958)           | Fulko II. von Anjou (?–958)           | Fulko II. von Anjou (?–958) | Fulko II. von Anjou (?–958) | Fulko II. von Anjou (?–958) | Fulko II. von Anjou (?–958) |                             |                             | Gerberge (?–?)              | Gerberge (?–?)              | Gerberge (?–?) | Gerberge (?–?) | Gerberge (?–?) | Gerberge (?–?) |
|                          |                          |                          |                          |                          |                          |                      |                      |                            |                            |                            |                            |                                  |                                  |                                  |                                  |                                     |                                     |                                     |                                     |                                     |                                     |                                    |                                    |                                    |                                    |                    |                    |                         |                    |  |  |                               |                               |                               |                               |                                     |                                     |                                     |                                     |                                     |                                     |                            |                            |                                       |                                       |                                       |                                       |                                       |                                       |                             |                             |                             |                             |                             |                             |                             |                             |                |                |                |                |
|                          |                          |                          |                          | Hugo Capet (940–996)     | Hugo Capet (940–996)     | Hugo Capet (940–996) | Hugo Capet (940–996) | Hugo Capet (940–996)       | Hugo Capet (940–996)       |                            |                            |                                  |                                  |                                  |                                  |                                     |                                     |                                     |                                     | Adelheid von Aquitanien (945–1004)  | Adelheid von Aquitanien (945–1004)  | Adelheid von Aquitanien (945–1004) | Adelheid von Aquitanien (945–1004) | Adelheid von Aquitanien (945–1004) | Adelheid von Aquitanien (945–1004) |                    |                    |                         |                    |  |  |                               |                               |                               |                               | Wilhelm I. von der Provence (?–993) | Wilhelm I. von der Provence (?–993) | Wilhelm I. von der Provence (?–993) | Wilhelm I. von der Provence (?–993) | Wilhelm I. von der Provence (?–993) | Wilhelm I. von der Provence (?–993) |                            |                            |                                       |                                       |                                       |                                       |                                       |                                       |                             |                             | Adelheid von Anjou (?–1026) | Adelheid von Anjou (?–1026) | Adelheid von Anjou (?–1026) | Adelheid von Anjou (?–1026) | Adelheid von Anjou (?–1026) | Adelheid von Anjou (?–1026) |                |                |                |                |
|                          |                          |                          |                          | Hugo Capet (940–996)     | Hugo Capet (940–996)     | Hugo Capet (940–996) | Hugo Capet (940–996) | Hugo Capet (940–996)       | Hugo Capet (940–996)       |                            |                            |                                  |                                  |                                  |                                  |                                     |                                     |                                     |                                     | Adelheid von Aquitanien (945–1004)  | Adelheid von Aquitanien (945–1004)  | Adelheid von Aquitanien (945–1004) | Adelheid von Aquitanien (945–1004) | Adelheid von Aquitanien (945–1004) | Adelheid von Aquitanien (945–1004) |                    |                    |                         |                    |  |  |                               |                               |                               |                               | Wilhelm I. von der Provence (?–993) | Wilhelm I. von der Provence (?–993) | Wilhelm I. von der Provence (?–993) | Wilhelm I. von der Provence (?–993) | Wilhelm I. von der Provence (?–993) | Wilhelm I. von der Provence (?–993) |                            |                            |                                       |                                       |                                       |                                       |                                       |                                       |                             |                             | Adelheid von Anjou (?–1026) | Adelheid von Anjou (?–1026) | Adelheid von Anjou (?–1026) | Adelheid von Anjou (?–1026) | Adelheid von Anjou (?–1026) | Adelheid von Anjou (?–1026) |                |                |                |                |
|                          |                          |                          |                          |                          |                          |                      |                      |                            |                            |                            |                            |                                  |                                  |                                  |                                  |                                     |                                     |                                     |                                     |                                     |                                     |                                    |                                    |                                    |                                    |                    |                    |                         |                    |  |  |                               |                               |                               |                               |                                     |                                     |                                     |                                     |                                     |                                     |                            |                            |                                       |                                       |                                       |                                       |                                       |                                       |                             |                             |                             |                             |                             |                             |                             |                             |                |                |                |                |
|                          |                          |                          |                          |                          |                          |                      |                      |                            |                            |                            |                            | Robert II. der Fromme (972–1031) | Robert II. der Fromme (972–1031) | Robert II. der Fromme (972–1031) | Robert II. der Fromme (972–1031) | Robert II. der Fromme (972–1031)    | Robert II. der Fromme (972–1031)    |                                     |                                     |                                     |                                     |                                    |                                    |                                    |                                    |                    |                    |                         |                    |  |  |                               |                               |                               |                               |                                     |                                     |                                     |                                     |                                     |                                     |                            |                            | Konstanze von der Provence (986–1034) | Konstanze von der Provence (986–1034) | Konstanze von der Provence (986–1034) | Konstanze von der Provence (986–1034) | Konstanze von der Provence (986–1034) | Konstanze von der Provence (986–1034) |                             |                             |                             |                             |                             |                             |                             |                             |                |                |                |                |
|                          |                          |                          |                          |                          |                          |                      |                      |                            |                            |                            |                            | Robert II. der Fromme (972–1031) | Robert II. der Fromme (972–1031) | Robert II. der Fromme (972–1031) | Robert II. der Fromme (972–1031) | Robert II. der Fromme (972–1031)    | Robert II. der Fromme (972–1031)    |                                     |                                     |                                     |                                     |                                    |                                    |                                    |                                    |                    |                    |                         |                    |  |  |                               |                               |                               |                               |                                     |                                     |                                     |                                     |                                     |                                     |                            |                            | Konstanze von der Provence (986–1034) | Konstanze von der Provence (986–1034) | Konstanze von der Provence (986–1034) | Konstanze von der Provence (986–1034) | Konstanze von der Provence (986–1034) | Konstanze von der Provence (986–1034) |                             |                             |                             |                             |                             |                             |                             |                             |                |                |                |                |
|                          |                          |                          |                          |                          |                          |                      |                      |                            |                            |                            |                            |                                  |                                  |                                  |                                  |                                     |                                     |                                     |                                     |                                     |                                     |                                    |                                    |                                    |                                    |                    |                    |                         |                    |  |  |                               |                               |                               |                               |                                     |                                     |                                     |                                     |                                     |                                     |                            |                            |                                       |                                       |                                       |                                       |                                       |                                       |                             |                             |                             |                             |                             |                             |                             |                             |                |                |                |                |
|                          |                          |                          |                          |                          |                          |                      |                      |                            |                            |                            |                            |                                  |                                  |                                  |                                  |                                     |                                     |                                     |                                     |                                     |                                     |                                    |                                    |                                    |                                    |                    |                    | Heinrich I. (1008–1060) |                    |  |  |                               |                               |                               |                               |                                     |                                     |                                     |                                     |                                     |                                     |                            |                            |                                       |                                       |                                       |                                       |                                       |                                       |                             |                             |                             |                             |                             |                             |                             |                             |                |                |                |                |

### Ehen und Nachfahren
In Deville hatte Heinrich 1033 mit Kaiser Konrad II. sein Verlöbnis mit dessen Tochter Mathilde vereinbart. Diese starb allerdings wohl schon 1034, ohne dass die Ehe geschlossen werden konnte.
Noch im selben Jahr heiratete er eine weitere ostfränkische Adlige namens Mathilde, die vermutlich eine Tochter des Markgrafen Liudolf von Friesland und eine Nichte des Kaisers Heinrich III. war. Sie starb 1044, kurz nach ihrer gemeinsamen mit Namen unbekannten Tochter.
In zweiter Ehe heiratete Heinrich am 19. Mai 1051 Prinzessin Anna, eine Tochter des Großfürsten Jaroslaw des Weisen von Kiew. Mit ihr hatte er folgende Kinder:
- Philipp I. (1052–1108), 1059 König und Mitregent, 1060 König von Frankreich
- Robert (* um 1055–um 1065)
- Hugo (1057–1101), Herr von Chaumont-en-Vexin, 1087 Graf von Vermandois